# シュミット島

シュミット島の位置

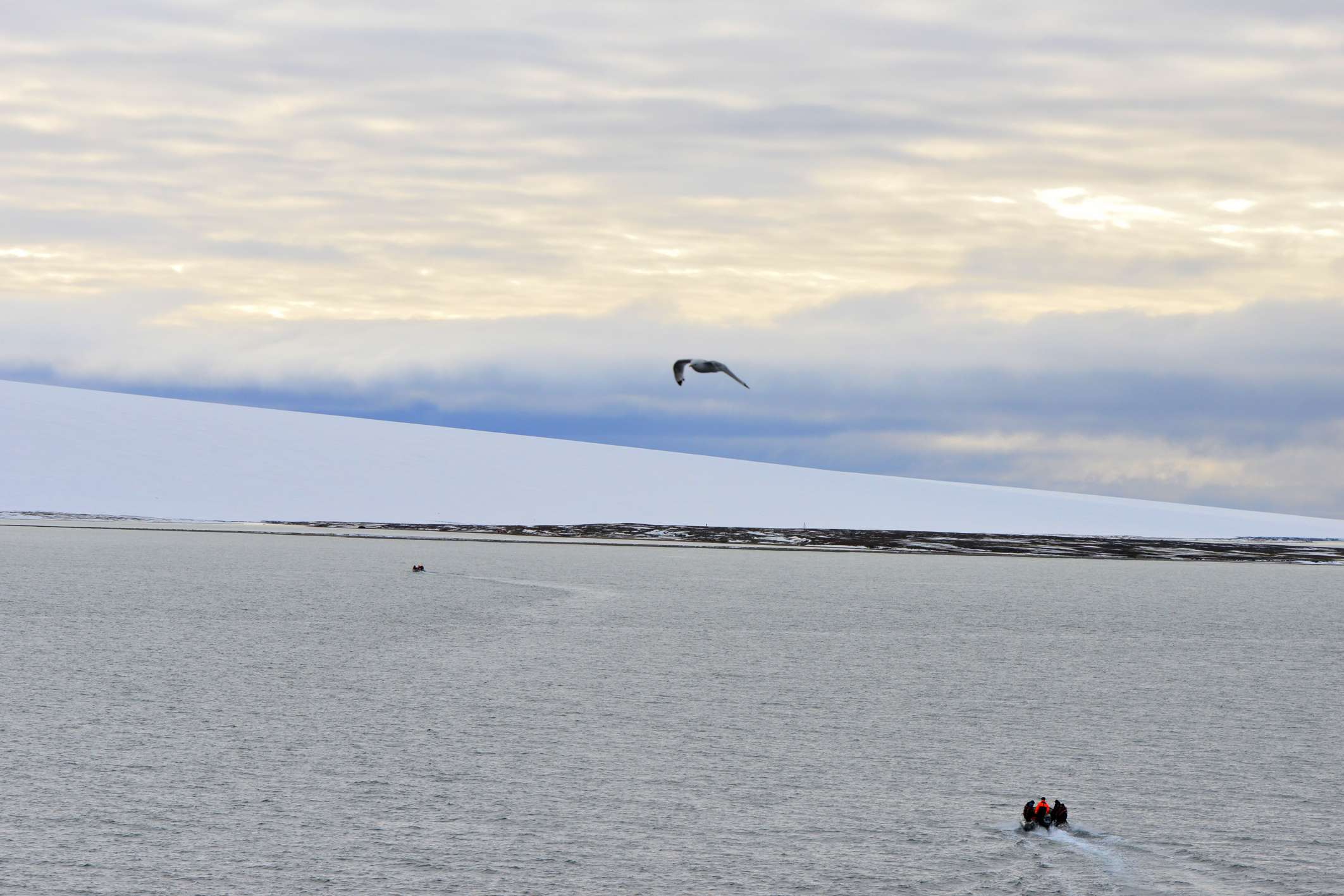
シュミット島

シュミット島（シュミットとう、ロシア語:остров Шмидтаオーストラフ シュミーッタ、英語:Schmidt Island）は、ロシアの最北部にある群島セヴェルナヤ・ゼムリャ諸島を構成する島の1つである。

## 地理
シュミット島は群島の北西にある小島で、面積は群島で5番目の467km2となっている。なお、島の沿岸はシュミット氷帽に覆われ、群島の他の島からは孤立しており、群島の最北の島でもある。島はロシアの探検家オットー・シュミットが最初に発見し、彼に因んで命名された。